# Jihad Ayoub
Jihad Khaled Ayoub (in arabo جهاد خالد أيوب‎?; Porlamar, 30 marzo 1995) è un calciatore libanese, difensore dello Jwaya e della nazionale libanese.

## Carriera

### Club
Ha giocato nella prima divisione libanese e nella prima divisione indonesiana.

### Nazionale
Nel 2024 è stato convocato per la Coppa d'Asia.